# IC 1666
IC 1666 је спирална галаксија у сазвјежђу Рибе која се налази на листи објеката дубоког неба у Индекс каталогу.
Деклинација објекта је + 32° 28' 0" а ректасцензија 1h 19m 53,4s. Привидна величина (магнитуда) објекта IC 1666 износи 13,6 а фотографска магнитуда 14,3. IC 1666 је још познат и под ознакама UGC 857, MCG 5-4-19, CGCG 502-30, KUG 0117+322, IRAS 01170+3212, PGC 4782.